# Дівін (округ Лученец)
Дівін (словац. Divín) — село, громада округу Лученець, Банськобистрицький край, центральна Словаччина, регіон Новоград. Кадастрова площа громади — 23,93 км². Протікає Будінський потік.
Населення 2073 особи (станом на 31 грудня 2017 року).

## Історія
Дівін згадується в 1329 році.

## Населення
| Рік:            | 1994. | 2004.   | 2014.   | 2024.   |
| --------------- | ----- | ------- | ------- | ------- |
| Кількість осіб: | 2102  | 2045    | 2076    | 2012    |
| Різниця:        |       | -2,71 % | +1,51 % | -3,08 % |

| Рік:            | 2023. | 2024.   |
| --------------- | ----- | ------- |
| Кількість осіб: | 2027  | 2012    |
| Різниця:        |       | -0,74 % |